# Azathoth

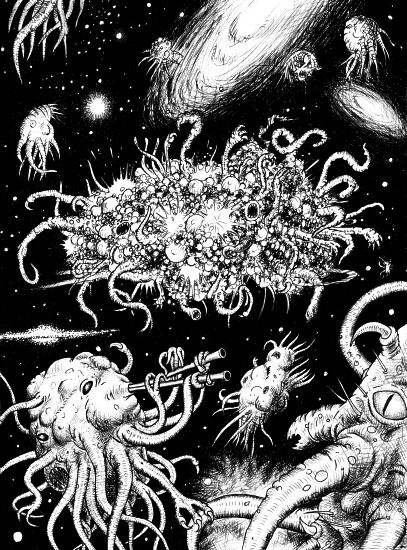
Azathoth (no centro), criatura dos Mitos de Cthulhu

Azathoth é uma divindade que habita o sombrio mundo criado por H.P. Lovecraft em seus contos. Azathoth, às vezes referido como o "Deus Idiota Cego", é um monstro sonhador cujo sonho é onde o universo reside. Azathoth está completamente inconsciente de qualquer coisa que esteja acontecendo no sonho; daí seu nome. Azathoth também muda em seu sono, fazendo com que a realidade mude. Ele é a entidade mais poderosa, de acordo com Lovecraft, seguido de perto por seu neto Yog-Sothoth, e é o criador e governante dos Deuses Exteriores.